# ホールインワン
ホールインワン（和製英語: hole-in-one、または hole in one）とは、ゴルフ競技において1打目でカップにボールを入れること。英語圏ではもともと、エース (英: ace)と呼ばれていたものである。

## 概要
ホールインワンもゴルフの通常ルールにおけるカップインの定義が適用される。
主にパー3（規定打数は3回）のホール（ショートホール）で達成されることが多い。パー4のホール（ミドルホール）でのホールインワンはアルバトロス、パー5のホール（ロングホール）でのホールインワンはコンドルとなり、ホール形態や風向き、選手の打力など特殊な条件が重なった場合にまれに記録される。
芝生へバウンドせずに直接カップインするホールインワンもある。ピンに当たってカップインする軌道と、文字通りダイレクトインする軌道とに分けられる。

## 著名な記録

### 公認記録

#### 回数
- 59回 - ノーマン・マンリー。カリフォルニア州出身。

#### 最も長いコース
- 517ヤード（パー5） - マイケル・J・クリーンが2002年7月4日にコロラド州のゴルフ場で達成した。それ以前の記録は、ロバート・ミテラが1965年10月7日に達成した447ヤード（パー4）だった。

#### 最年少
- 5歳212日 - マット・ドレイパー（1997年6月17日に達成・122ヤード、パー3)。

#### 最高齢
- 103歳 - ガス・アンドレオン（2014年12月17日に達成・113ヤード、パー3）。

#### 全盲者
- ペンシルベニア州のゴルフ場でシーラ・ドラムンド（53歳）が2007年8月19日に記録した。（144ヤード、パー3）

#### 日本初
- ドルフィンガー - 1906年6月3日、神戸・六甲山ゴルフコース。

### 非公認記録
- 3歳 - ジェイク・ペーンが2001年に練習コースの6番ホール66ヤードで3歳でホールインワンを達成した事実上の最年少(非公認の100ヤード未満のコース)。

## ホールインワン祝儀
1990年代頃まで日本においては、ホールインワンのご祝儀としてキャディなどへのチップやコースへの記念植樹、コンペ等なら参加した全員に対する記念品の贈呈や祝宴などを行うことが定着していた。ケースバイケースで額は異なるが、一説には数十万円から100万円近くかかるともいわれていた。
個人プレーであれば、他の参加者への記念品贈呈や宴会で済ますこともあるが、コンペ等の場合は、個人間の関係で済ますことはほぼできないため、これを避けることは難しかった。2000年代頃からは、このような大々的な祝宴は見られなくなり、贈答品程度に留まっている。
一般的な個人にとって、この金額は当然ながら看過できるものではないため、損害保険会社からは「ゴルファー保険」という商品が1982年に発売された。この保険には、比較的発生率の高いプレー中の事故（打球が人に命中してしまうことや蜂に刺されることなど）への補償のほか、ホールインワンによる出費が生じた場合にも、保険金が支払われる。このことから、ゴルファー保険は俗にホールインワン保険という通り名で呼ばれている。
ゴルフ評論家の風間十郎の言によると、日本において戦前では、ホールインワンしたゴルフ場名や日時を染め抜いた手ぬぐいを親しい友人に配る程度で、大々的なパーティーを開くようになったのは、中村寅吉が活躍した1950年代の第一次ゴルフブームの頃からという。
海外では1888年、スコットランドにおいてホールインワンしたプレイヤーが、キャディに3シリングをチップとして渡したという記録があるが、現在は周りの人が祝ってくれることはあっても自分の費用で大々的にパーティをすることはなく、植樹や祝賀会までするのは日本だけであるという。

## ホールインワン賞
上記のご祝儀とは逆に、プロゴルファーが大会中にホールインワンを記録した場合は、大会スポンサーから「ホールインワン賞（Hole-in-one prize）」として、賞金や賞品が授与されることがある。ただ、選手が関係者を招いて祝宴を行うことは皆無である。
なお「プロのトーナメントにホールインワン賞があるのは日本のみ」と俗に言われるが、マスターズ・トーナメントでもホールインワン達成者には、クリスタル製のボウルが贈られるほか、欧州ツアーでは、高級車・油圧ショベル・宇宙旅行が賞品として設定される例もあり、諸外国のプロトーナメントでも「ホールインワン賞」は存在している。
2014年のドバイ・デザート・クラシックでは、25周年記念大会の目玉として、17番ホール（パー4）のホールインワン賞に250万米ドルもの賞金がかけられたこともある。

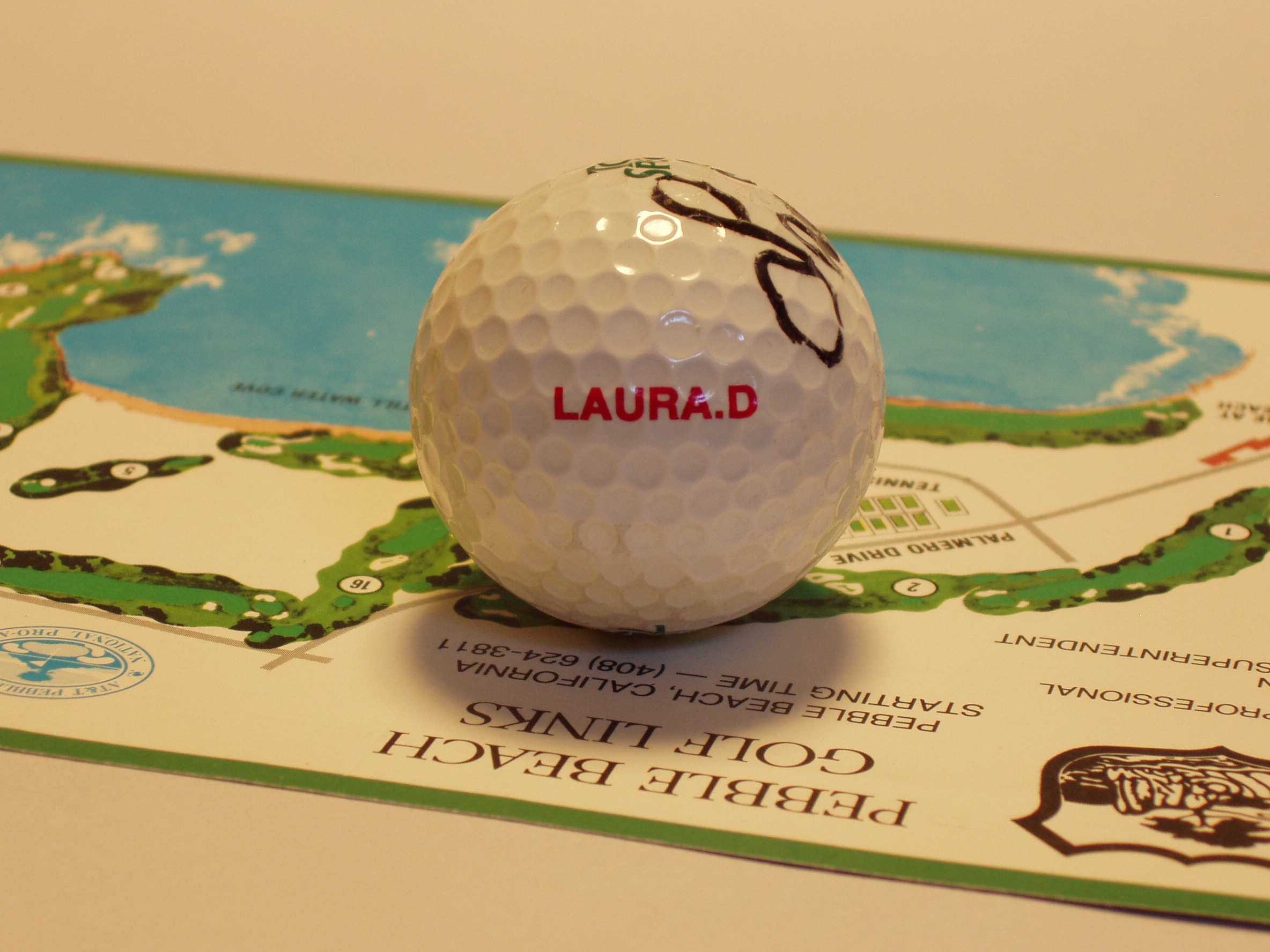
TaKaRa WORLD INVITATIONAL - ローラ・デービースのホールインワンボール（1996年10月5日撮影）
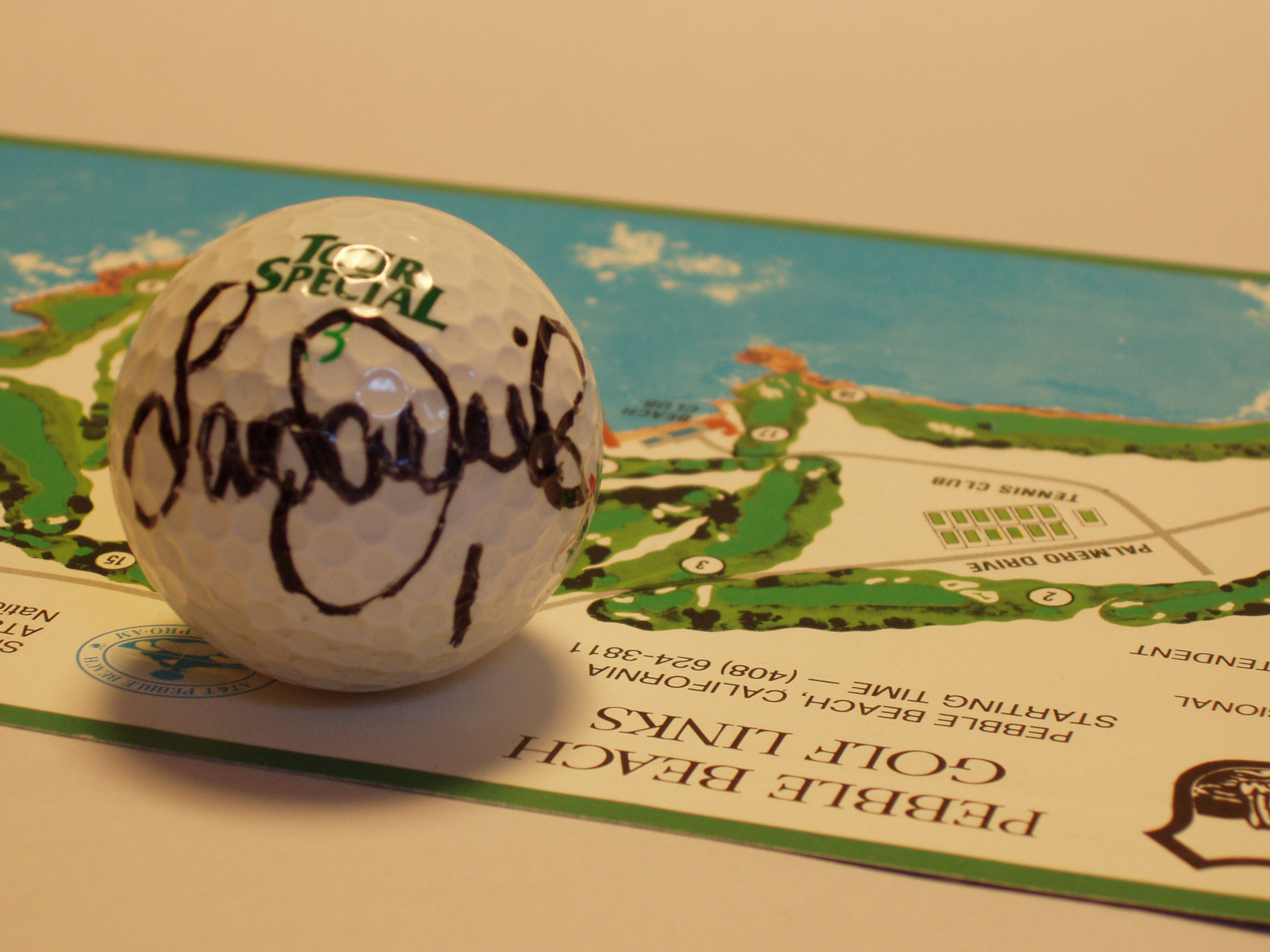
同左、ホールインワンボールにローラ・デービースのサイン（1996年10月5日撮影）